# 吉田真弓 (女優)
吉田 真弓（よしだ まゆみ、1965年7月17日 - ）は、日本の元女優。本名、竹田 真弓（旧姓の本名は芸名と同じ）。
千葉県出身。ジャパンアクションクラブに所属していた。

## 来歴・人物
ジャパンアクションクラブ所属のアクション女優として、1986年から1987年にかけて放送されたスーパー戦隊シリーズ『超新星フラッシュマン』にルー / ピンクフラッシュ役でレギュラー出演した。『フラッシュマン』で監督を務めた東條昭平から「千葉弁が出ている」とよく注意をされたが、内心は「監督の方が訛ってるのにな…」と思っていたという。
特技は、水泳。夫は『フラッシュマン』でアクション監督の一人だった竹田道弘。『フラッシュマン』で共演した植村喜八郎は、吉田真弓について「お母さんみたい」と評している。

## 出演

### テレビドラマ
- スーパー戦隊シリーズ（ANB）
  - 超新星フラッシュマン（1986年 - 1987年） - ルー / ピンクフラッシュ 役
  - 鳥人戦隊ジェットマン 第12話「地獄行バス」（1991年） - 自殺志願の女性 役
- 仮面ライダーBLACK 第37話「想い出は夕張の空」（1988年、MBS） - めぐみ 役
- レスキューポリスシリーズ（ANB）
  - 特警ウインスペクター 第13話「竜馬が死んだ!?」・第14話「死神モスの逆襲!!」（1990年） - 死神モスの手下 役
  - 特救指令ソルブレイン 第5話「怪人がくれた勇気」（1991年） - 雑賀由美 役

### 映画
- コータローまかりとおる!（1984年、東映）
- 劇場版 超新星フラッシュマン（1986年、東映） - ルー / ピンクフラッシュ 役
- 火宅の人（1986年、東映） - 松坂慶子吹き替え

### 舞台
- JAC公演
  - ゆかいな海賊大冒険（1984年）
  - 酔いどれ公爵（1985年）